# マリオ・モリーナ
マリオ・ホセ・モリーナ・エンリケス（Mario José Molina Henríquez、1943年3月19日 - 2020年10月7日）は、メキシコの化学者。マサチューセッツ工科大学教授（地球科学）。
フロンガスによるオゾン層破壊の危険性を指摘して、パウル・クルッツェン、フランク・シャーウッド・ローランドとともに1995年度のノーベル化学賞を受賞した。自然科学分野のノーベル賞を受賞した最初の、そして唯一のメキシコ人である。
バナジウムの発見者であるアンドレス・マヌエル・デル・リオ、経口避妊薬の発明者であるルイス・ミラモンテスとともにメキシコ3大化学者の一人に挙げられている。

## 経歴
メキシコシティで、弁護士で外交官であったロベルト・モリーナ・とレオノア・エンリーケスの息子として生まれた。
1965年にメキシコのメキシコ国立自治大学で化学工学の学士号を取り、1967年に西ドイツのフライブルク大学で修士号を、1972年にアメリカ合衆国のカリフォルニア大学バークレー校で化学の博士号を得た。
モリーナは2006年2月にグアダルーペ・アルバレス (Guadalupe Álvarez) と2度目の結婚をした。1974年から2004年にかけてはカリフォルニア大学アーバイン校、メキシコ国立自治大学、カリフォルニア工科大学のジェット推進研究所、マサチューセッツ工科大学などで様々な研究をした。2004年7月1日時点では、モリーナはカリフォルニア大学サンディエゴ校の化学科とスクリップス海洋研究所の大気化学センターに所属していた。
2020年10月7日、メキシコシティで心筋梗塞のため77歳で亡くなった。

## 受賞歴
- 1987年 - アメリカ化学会の北東支部から Esselen Award を受賞
- 1988年 - 米国科学振興協会からニューカム・クリーブランド賞を受賞
- 1989年、NASA Exceptional Scientific Achievement Medal、国際連合環境計画からグローバル500賞受賞
- 1990年 - ピュー慈善信託から環境保護賞受賞[2]
- 1994年 - マックス・プランク賞受賞
- 1995年 - ノーベル化学賞受賞
- 1998年 - アメリカ化学会シカゴ支部からウィラード・ギブズ賞、アメリカ化学会からはACS Award for Creative Advances in Environmental Science and Technologyを受賞[3]
- 1999年 - 国際連合環境計画の笹川環境賞を受賞[4]
- 2003年 - ヘインツ環境賞受賞[5]
- 2004年 - ボルボ環境賞受賞[6]
- 2013年 - 大統領自由勲章授与

### ノーベル賞

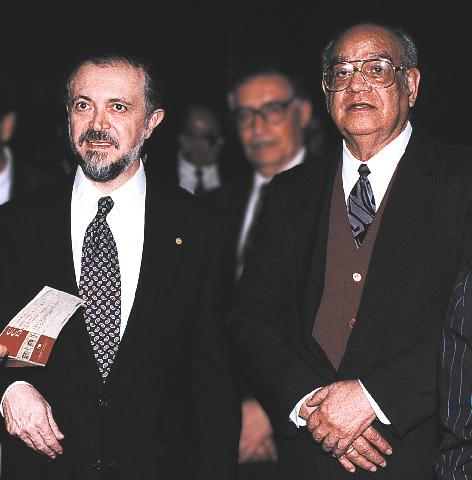
モリーナ（左）とルイス・ミラモンテス

1974年、カリフォルニア大学アーバイン校でのポスドク時代に、ローランドとともにフロンガスのオゾン層に対する危険性に関する論文を書き、『ネイチャー』誌に寄稿した。その頃フロンガスはスプレーガスや冷媒として広く用いられていた。当時は学界が無関心であったことから、二人は1974年にアトランティックシティで行われたアメリカ化学会で記者会見を開き、フロンガスの大気中への放出の完全な禁止を訴えた。科学者や産業界からは疑問の目で見られ続けたが、米国科学アカデミーの科学者による概説が公表されたことにより、1976年に何らかの行動を起こす必要性があるとの合意に至った。これによって、スプレー缶や冷蔵庫からフロンガスを除く動きが世界的に広まり、モリーナは後にノーベル賞を受賞することとなった。

## 活動
モリーナは科学司教アカデミー、全米科学アカデミー、薬学協会のメンバーであり、いくつもの環境組織の委員、大統領直属の科学委員会などいくつもの委員会のメンバーである。
小惑星番号9680番モリーナは彼の名前にちなんだものである。
モリーナに関する短い伝記が、1999年にオックスフォード大学出版局より発売された Oxford Dictionary of Scientists に掲載されている。
メキシコ大統領エンリケ・ペーニャ・ニエトの気候政策アドバイザーを務める。

## 名誉学位
- Yale University (1997)
- Duke University (2009)[8]
- Harvard University (2012)[9]
- Mexican Federal Universities: National of Mexico (1996), Metropolitana (2004), Chapingo (2007), National Polytechnic (2009)
- Mexican State Universities: Hidalgo (2002),[10] State of Mexico (2006), Michoacan (2009), Guadalajara (2010),[11] San Luis Potosí (2011)
- U.S. Universities: Miami (2001), Florida International (2002), Tufts (2003), Southern Florida (2005), Claremont Graduate (announced 2013)
- U.S. Colleges: Connecticut (1998), Trinity (2001), Washington (2011), Whittier (2012), Williams (2015)
- Canadian Universities: Calgary (1997), Waterloo (2002), British Columbia (2011)
- European Universities: East Anglia (1996), Alfonso X (2009), Complutense of Madrid (2012), Free of Brussels (2010),